# Neobank
En neobank är en typ av direktbank som enbart opererar på internet, utan traditionella fysiska kontor.
En neobank kan enkelt beskrivas som en helt digital bank där användaren kan utföra alla sina tjänster via en mobilapp eller genom ett webbgränssnitt. Digitaliseringen av ekonomin gör att efterfrågan och utbudet av dessa banker växer, och i juni 2022 fanns ungefär 250 sådana företag globalt.
Neobank är inte en juridisk term. Betydelsen av ordet är "ny bank", där neo står för nytt/modifierat på latin. Begreppet har använts åtminstone sedan 2016.
Utvecklingen inom området går mot att neobankerna utökar sina erbjudanden genom nya licenser, uppköp av andra bolag eller via samarbeten med andra bolag. Flera neobanker går även längre och skaffar sig en egen banklicens. De fortsätter dock att platsa in i benämningen neobanker. Flertalet neobanker har en kundbas även utanför det land där de har sin registrering.
Neobanker kan erbjuda många tjänster och produkter som en traditionell bank gör, men har ofta smidigare och mer användarvänliga lösningar än vad traditionella banker har. Detta har medfört att neobanker blivit attraktiva på den finansiella marknaden, och framväxten av neobanker har ökat under senare år.
Neobanker och deras tjänster är också attraktiva för kriminella aktörer som utnyttjar dessa kanaler för att tvätta svarta pengar eller för att finansiera brottslighet, exempelvis finansiering av terrorism.